# گمبت
گمبت (به انگلیسی: Gambat) یک تعلقه یا تحصیل در پاکستان است که در ایالت سند واقع شده‌است. گمبت ۵۸۲ کیلومتر مربع مساحت و ۳۴٬۰۰۵ نفر جمعیت دارد و ۵۲ متر بالاتر از سطح دریا واقع شده‌است.